# Saulvaux
Saulvaux ist eine französische Gemeinde mit 113 Einwohnern (Stand: 1. Januar 2022) im Département Meuse in der Region Grand Est (bis 2015 Lothringen). Sie gehört zum Arrondissement Commercy und zum Kanton Vaucouleurs.

## Geografie
Saulvaux liegt etwa elf Kilometer südwestlich von Commercy. Umgeben wird Saulvaux von den Nachbargemeinden Chonville-Malaumont im Norden, Commercy im Nordosten, Ménil-la-Horgne und Méligny-le-Grand im Osten, Méligny-le-Petit im Südosten, Boviolles im Süden und Südwesten, Chanteraine im Südwesten und Westen sowie Saint-Aubin-sur-Aire im Westen und Nordwesten.
Durch die Gemeinde führt die Route nationale 4.

## Geschichte
1973 wurden die bis dahin eigenständigen Gemeinden Saulx-en-Barrois, Vaux-la-Grande und Vaulx-la-Petite zur Gemeinde Saulvaux zusammengeschlossen.

## Bevölkerungsentwicklung
| Jahr                       | 1962 | 1968 | 1975 | 1982 | 1990 | 1999 | 2006 | 2019 |
| Einwohner                  | 75   | 70   | 121  | 108  | 126  | 115  | 136  | 116  |
| Quellen: Cassini und INSEE |      |      |      |      |      |      |      |      |

## Sehenswürdigkeiten
- Kirche Saint-Christophe in Saulx-en-Barrois aus dem Jahre 1773
- Kirche Saint-Martin in Vaux-la-Grande, 1840 erbaut
- Kirche Saint-Julien in Vaux-la-Petite aus dem 13. Jahrhundert